# Zhuangzi
Zhuangzi (chino tradicional: 莊子, chino simplificado: 庄子, pinyin: Zhuāngzǐ, Wade-Giles: Chuang Tzu o Chuang Tse, literalmente "Maestro Zhuang"; chino antiguo */t͡sraŋ t͡səʔ/) fue un filósofo de la antigua China que vivió alrededor del siglo IV a. C. durante el período de los Reinos combatientes, y que corresponde a la cumbre del pensamiento filosófico chino de las Cien escuelas del pensamiento. Nacido en el reino Song, vivió aproximadamente entre los años 369 y 290 a. C., y se le considera el segundo taoísta más importante, por detrás tan sólo de Laozi, y heredero del pensamiento de este último. Su pensamiento es considerado, por especialistas en filosofía antigua, análogo a la escuela cínica de la Antigua Grecia.
Se dice que Zhuangzi vivió durante los mandatos del Rey Hui de Wei y el Rey Xuan de Qi, entre 370 y 301 a. C. Zhuangzi era del pueblo de Meng (蒙城 Méng Chéng) en el Estado Song (actual Shāngqiū 商邱, Henan). Su nombre de pila era 周 Zhōu. También se le conoció como 蒙吏, Oficial Méng, 蒙莊 Méng Zhuāng y 蒙叟 Anciano Méng.
Zhuangzi usó parábolas que toman la forma de minidialogos con animales y a veces con participantes humanos o personificaciones de la naturaleza como el viento. 

## El Libro de Zhuangzi

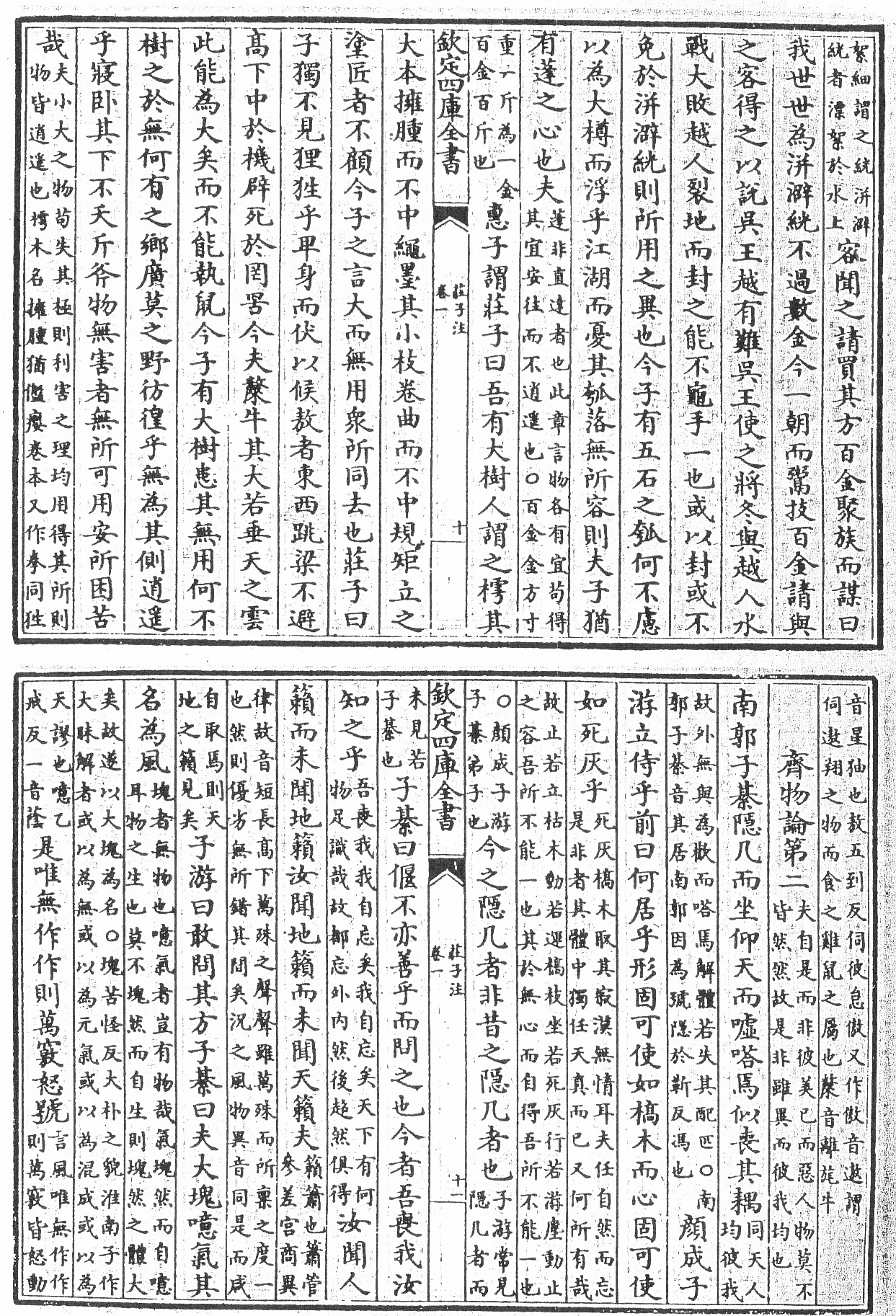
Una página del Zhuangzi.

Al libro taoísta Zhuangzi (莊子) se le conoce con el nombre de su autor. Desde 742, cuando el Emperador Xuanzong de Tang decretó títulos honoríficos para los textos taoístas, también se conoce como el Nan hua zhen jing ((南華真經), que literalmente significa el "Verdadero Clásico de la Florescencia (Cultural) del Sur", haciendo alusión a la idea tradicional de que Zhuangzi procedía del sur de China.
El texto es una amalgama de escritos de varias fuentes. Tradicionalmente se cree que Zhuangzi escribió los primeros siete capítulos (los "capítulos internos") y sus estudiantes y pensadores afines fueron los responsables de escribir las otras partes (los capítulos "externos" y "misceláneos"). Es difícil encontrar pruebas concretas de la autoría directa de Zhuangzi en alguna parte del texto.
Sin embargo, los capítulos internos tienen una gran coherencia conceptual y gramatical. Se puede estar bastante seguro de que fueron escritos por la misma mano, aún si no fue la de Zhuangzi en persona. También hay que mencionar que Zhuangzi ha sido categorizado como taoísta por la tradición china, pero según los confucianistas (quienes supuestamente se basaron en los capítulos internos), él destaca sobre los demás: escribe relativamente poco acerca del Tao en los capítulos internos de la obra, incluso menos que Mencio y otros confucionistas. El confucionista A. C. Graham incluso afirmó, "Zhuangzi nunca supo que era taoísta".

## Las creencias
En general, la filosofía de Zhuangzi es similar al antinomianismo (aunque dicha corriente es muy posterior a él), bajo el argumento de que la vida es limitada y las cosas por saber son ilimitadas. Decía que el usar lo limitado para buscar lo ilimitado era una necedad. Nuestro lenguaje, cognición, etcétera, están condicionados por nuestra propia perspectiva y debemos tener cuidado al concluir que nuestras conclusiones son igualmente ciertas para todas las cosas (wanwu). El pensamiento de Zhuangzi también se puede considerar como un precursor del multiculturalismo y relatividad de los sistemas de valores. Su relatividad frente al pensamiento sistemático lo lleva incluso al punto de dudar de la base de los argumentos pragmáticos (que un tren de acción conserva nuestras vidas) pues esto presupone que la vida es buena y la muerte es mala. En la cuarta sección de "La Gran Felicidad" (至樂 zhìlè, el décimo octavo capítulo del libro), Zhuangzi le expresa lástima a un cráneo que ve tirado al lado del camino. Zhuangzi lamenta que el cráneo esté ya muerto, pero el cráneo le contesta, "¿Y cómo sabes que es malo estar muerto?" En su pensamiento, se encuentra el escepticismo. Todo conocimiento es relativo y todo los aparentes opuestos están unidos en lo que llamó "igualdad de las cosas".
Otro ejemplo señala que no hay un estándar universal de belleza. Esto se toma del capítulo "Sobre el Arreglo de las Cosas", también llamado "Discurso sobre el ordenamiento de las cosas" o, en la traducción de Burton Watson (traducido a su vez al castellano por Alex Ferrara, "Discurso acerca de la igualdad de las cosas"  (齊物論 qí wù lùn, el segundo capítulo del libro):
Mao Qiang y Li Ji [dos hermosas cortesanas] son lo que la gente considera belleza, pero si los peces las ven se hunden en las profundidades; si las aves las ven, se van volando en el aire; si los venados las ven, se van galopando. De los cuatro, ¿quién sabe lo que es verdaderamente bello en el mundo?

### Utopía social
En el capítulo 9 recoge la tradición taoísta que condena las diferencias sociales, el poder del Estado y el interés privado y propugna la ayuda mutua, apelando a una pérdida edad de virtud perfecta basada en la cooperación:

En la Antigüedad la condición humana era idéntica. Los hombres tejían todos sus propios vestidos y todos cultivaban la tierra para subsistir. Era la Virtud de la vida llevada por todos del mismo modo (tongde). Estaban unidos en un solo grupo social; eso es lo que llamamos libertad concedida de forma natural por el Cielo. En esa edad de virtud perfecta, los hombres vivían en común con los pájaros y las bestias salvajes, y toda la creación no formaba más que una sola familia ¿Cómo podrían conocer la diferencia entre príncipe y súbdito?

## Pensamiento filosófico

### Moralidad
Zhuangzi cree que las personas deben vivir en el mundo con mente abierta y ecuanimidad, como "vagando en los dados de Yi, los que están en el medio, están en el medio de la tierra, pero los que no aciertan están destinados a morir". "El ataque hace que todo el mundo sea Yi Ye"  en referencia a ganancias y pérdidas, "así que aquellos que están libres del daño de los arcos y flechas piensan que son inteligentes y están felices de ser egoístas. Aquellos que aman el destino”, y aquellos que están en el medio y no en el medio, “sabiendo qué hacer y estando en paz con el destino, solo los virtuosos pueden hacerlo” . Con respecto a la crueldad del monarca, Zhuangzi ha enfatizado repetidamente: "Escuché que Wei Jun era joven y fuerte, pero actuó de forma independiente; usó a su país a la ligera, pero no vio sus fallas; no es nada como esto". Por eso Zhuangzi no quería ser funcionario, porque creía que estar con un rey es como estar con un tigre, al que solo se puede "seguir". "¡No sabes quién cría un tigre! No te atrevas a darle un ser vivo, porque lo matará; no te atrevas a darle todo, porque lo matará; el tigre cuando tenga hambre y esté satisfecho, satisfacerá su ira. Los que se diferencian de los demás y se halagan y sostienen a sí mismos son sumisos; por lo tanto, los que los matan son rebeldes". No lo hagas de vez en cuando, perderás tu título y arruinarás tu cabeza.”  Se puede ver la dificultad de estar con el rey. Zhuangzi cree que la vida debe perseguir la libertad.
Similar al budismo, Zhuangzi también cree que la vida tiene un lado triste. "Qi Wu Lun" tiene un dicho: "Una vez que toma forma, no olvides esperar a que se haga. Con la hoja de la cosa, va como un galope y no hay forma de detenerse. No es tan triste! Sirve toda la vida sin ver su éxito. ¿No es triste estar cansado y agotado sin saber a dónde pertenecer? ¡La gente lo llama inmortal, Xi Yi! Su forma y corazón son como él, ¿no se llama gran dolor? ¿Es la vida humana realmente como un resplandor? ¿Estoy solo y hay personas que no lo hacen? "Zhuangzi pensó que si podía lograr la "igualación de las cosas", entonces podría lograr el estado de "libre y sin restricciones". Este es otro concepto importante en la filosofía de Zhuangzi, que es el ámbito de la liberación espiritual individual, es decir, vivir en el mundo sin contradicción. Zhuangzi no niega las contradicciones, pero enfatiza la eliminación subjetiva de las contradicciones. Zhuangzi usa "inacción" para explicar este término. A diferencia de Laozi, "inacción" aquí se refiere al estado libre y sin trabas de la mente que no está estorbado por objetos externos. Este estado, también conocido como "wu wai", no significa nada relativo. En este momento, la gente abandonó la búsqueda de la fama y la riqueza, "aprovecha la justicia del cielo y la tierra, y evita el debate de los seis qi, para viajar sin fin". Esta oración generalmente se considera el tema principal de "Xiaoyaoyou" y también el tema principal de "Zhuangzi". Este es un estado donde el corazón y el "Tao" están unidos.
Zhuangzi cree que la gente común es muy hipócrita: "El corazón humano es peligroso en las montañas y los ríos, y es difícil conocer el cielo. El cielo todavía tiene las estaciones de primavera, otoño, invierno, verano, amanecer y atardecer, y la gente es gruesa y cariñosa."  Criticó al confucianismo por "golpear los corazones de las personas con benevolencia y rectitud", lo que conduciría a "un gran caos en el mundo". Sin embargo, el gobierno autocrático del monarca y el amor por el conocimiento solo harán que los corazones de las personas sean más corruptos.
Liushahe cree que la personalidad de Zhuangzi tiene cuatro puntos principales: "Uno es el punto de vista, estar de pie en el círculo. El otro es el método, creer en la inacción. El tercero es el ideal, perseguir a Mu Zezhi. El cuarto es el autocultivo, adherirse a el corazón."  El llamado Huanzhong significa no mantener ninguna posición. En "Nei Pian·Qi Wu Lun", está "obtén el anillo y podrás responder hasta el infinito", y en "Miscellaneous Parts, Zeyang", tienes "obtén el anillo y podrás seguirlo". La inacción aparece a menudo en "Zhuangzi". Zhuangzi cree que no importa si estás gobernando el país o siendo una persona, no debes hacer nada. Pero la inacción es bastante difícil de explicar, Liushahe cree que significa "falso" o "artificial". "Ze faisán picotea a diez pasos, bebe a cien pasos y no vive en Fanzhong", que es la búsqueda de la libertad. "Si tienes una ambición, si no la escuchas con los oídos, puedes escucharla con el corazón. Si no la escuchas con el corazón, ¡puedes escucharla con la respiración! Escuchar se detiene en la oreja, y el corazón se detiene en el talismán. El que tiene el aliento es también el que trata las cosas con el vacío. Solo la colección taoísta Vacío. El vacío es el ayuno de la mente ". El llamado ayuno del corazón es deshacerse de todo tipo de pensamientos que distraen la mente.

## El mundo

### El cielo y el hombre
Zhuangzi explica su postura sobre la cultura basándose en la relación entre el cielo (en chino, 天; pinyin, tiān) y los humanos, que tiene su origen en la mitología. Sin embargo, aquí el cielo ya no es una deidad moral que decide sobre el mandato del gobernante (en chino, 天命; pinyin, tiānmìng), sino que a partir de él las personas y las cosas tienen su forma o figura (en chino, 形; pinyin, xíng). La cita más importante a este respecto procede de uno de los libros más famosos de Zhuangzi, las «Mareas de Otoño»:

«Que los bueyes y los caballos tengan cuatro patas, ésa es su (naturaleza) celestial. Bridar las cabezas de los caballos y perforar las narices de los bueyes se llama (influencia) humana.".

En el sentido más amplio, podría decirse que el cielo es algo así como «la naturaleza de las cosas», lo que constituye su ser-mismo, por lo que Wilhelm suele traducir tian por «naturaleza». Los dos son hasta cierto punto opuestos: Para los humanos, sin embargo, está abierta la opción de seguir el camino del cielo o el camino del hombre. Dado que el «Zhuangzi» parte de la base de que el mundo puede seguir su curso sin el hombre, las intervenciones en la naturaleza y la actitud natural del hombre se consideran superfluas: «los dedos palmeados de los pies y el sexto dedo de la mano son formaciones que van más allá de la naturaleza y son superfluas para la vida real.»
Zhuangzi se pregunta ahora cómo es posible que el hombre lleve una vida de tal manera que la relación entre el cielo y el hombre no se desequilibre. Ante todo, debe ser posible distinguir entre ambos, lo que Zhuangzi explica en el Libro VI: «Conocer el funcionamiento de la naturaleza y reconocer la relación que el funcionamiento humano debe tener con ella: ésa es la meta». Sin embargo, dado que toda cognición se relaciona con lo externo, surge un problema: «Pero aquí hay una dificultad. La cognición depende de algo externo a ella para demostrar que es correcta. Puesto que la propia cosa de la que depende es incierta, ¿cómo puedo saber si lo que yo llamo naturaleza no es el hombre, si lo que yo llamo humano no es en realidad naturaleza?». Zhuangzi se refiere al interior del hombre, a su «naturaleza celestial», que le permite reconocer el camino correcto: «Se necesita un hombre verdadero para que haya conocimiento verdadero». Estas personas verdaderas (zhenren) se caracterizan así: «Las personas verdaderas de la antigüedad no temían quedarse solas (con su conocimiento). No realizaban actos heroicos, no hacían planes. [...] Los verdaderos antiguos no tenían sueños cuando dormían ni miedo cuando despertaban.  Su comida era sencilla, su respiración profunda. Los hombres verdaderos respiran desde el fondo, mientras que los hombres ordinarios respiran sólo con la garganta. [...] Los verdaderos hombres de la antigüedad no conocían el placer de nacer ni el aborrecimiento de morir. [...] Esto hacía que sus corazones fueran firmes, sus rostros inmóviles y sus frentes simplemente serenas."
Una vez reconocido el camino del cielo a través de esta actitud ante la vida, el verdadero hombre puede seguirlo sin violarlo. Actúa sin intervenir, sus acciones son «sin hacer»: Wu wei.

### Wu Wei
El «Zhuangzi» reconoce en parte las venerables intenciones de los sabios que, como Confucio, establecen normas para ordenar la sociedad humana. Por otra parte, también hay pasajes en el «Zhuangzi» que contrastan fuertemente con la escuela confuciana. Mientras que para Confucio sólo el esfuerzo social humano podía garantizar el orden en el mundo, el «Zhuangzi» ve la causa del malestar y el desequilibrio precisamente en las reglas establecidas por los sabios. Por eso dice:

«Sé de dejar vivir al mundo y dejarlo ser. No sé nada de organizar el mundo. Dejarlo vivir significa preocuparse de que el mundo no distorsione su naturaleza; dejarlo ser, significa preocuparse de que el mundo no se desvíe de su verdadera VIDA [sc. De]. Si el mundo no distorsiona su naturaleza y no se desvía de su verdadera VIDA, entonces el orden del mundo ya se ha alcanzado.»

El mundo no es, pues, una tarea. Ya ha sido alcanzado. La filosofía de «Zhuangzi» se caracteriza por la confianza en el curso del mundo, que sucede por sí mismo. El mundo no tiene que ser creado para que el hombre pueda vivir en él. El Zhuangzi se refiere a un estado original natural:

«En la edad de oro, la gente se sentaba y no sabía qué hacer; caminaba y no sabía adónde ir; comía un bocado y era feliz, se palmeaba el cuerpo y salía a pasear. Esta era toda la habilidad de la gente, hasta que llegaron los «santos» (sc. los sabios) e inventaron modales y música para regular el comportamiento del mundo, les colgaron reglas morales y les hicieron saltar tras ellas...".

El mundo no tenía necesidad de orden, estaba en paz por sí mismo. Para restablecer este estado, el Zhuangzi recomienda wu wei, la no acción: «Por lo tanto, cuando un gran hombre se ve obligado a tratar con el gobierno del mundo, lo mejor es la no acción. A través de la no acción, uno llega a aceptar con calma las condiciones del orden natural» . La no acción no significa que uno no deba hacer nada en absoluto. Más bien se refiere a no intervenir en el funcionamiento del Dao, que por sí mismo mantiene el mundo en un flujo ordenado. La actitud de Wu Wei se ilustra en el Zhuangzi mediante tres puntos principales:
Y No sobrestimes los beneficios

«Dsï Gung había vagado por el estado de Chu y regresó al estado de Dsin. Al pasar por la zona al norte del río Han, vio a un anciano ocupado en su huerto. Había cavado zanjas para el riego. Él mismo bajó al pozo y sacó en brazos una vasija llena de agua, que vertió. Se esforzaba al máximo y, sin embargo, conseguía poco.
Dsï Gung dijo: «Hay un dispositivo con el que puedes regar cien acequias en un día. Se consigue mucho con poco esfuerzo. ¿No te gustaría utilizarlo?».
El jardinero se levantó, le miró y dijo: «¿Y cuál sería?». Dsï Gung dijo: «Coges un brazo de palanca de madera que esté lastrado por detrás y ligero por delante. De ese modo puedes extraer el agua para que salga a borbotones. Se llama pozo de extracción».
Entonces al anciano se le subió la ira a la cara y dijo riendo: «Oí decir a mi maestro: Si un hombre utiliza máquinas, hace todos sus negocios como una máquina; si hace sus negocios como una máquina, adquiere un corazón de máquina. Pero si un hombre tiene un corazón de máquina en su pecho, se pierde la simplicidad pura. Quien ha perdido la simplicidad pura se vuelve inseguro en los movimientos de su mente. La incertidumbre en los movimientos del espíritu es algo que no es compatible con el verdadero SENTIDO. No es que yo no sepa tales cosas: me avergüenzo de usarlas.".

Y No ayudes al camino del cielo
La actitud de Wu Wei se aplica también a la intervención supuestamente positiva en la autoexistencia de las cosas y los seres vivos:

«El faisán de los pantanos debe caminar diez pasos antes de encontrar un bocado de comida, y cien pasos antes de beber una sola vez; pero no desea estar encerrado en una jaula. Aunque allí tendría todo lo que su corazón desea, no le gusta.»

Intervención política

«Giën Wu visitó a Dsië Yü, el tonto.
Dsië Yü, el tonto, dijo: «¿Qué te ha dicho Noon Beginning?». Giën Wu respondió: «Me dijo que si un príncipe muestra las directrices en su propia persona y regula a la gente con el criterio de la justicia, nadie se atreverá a rechazar la obediencia y la corrección.»
Dsië Yü, el necio, dijo: «Este es el espíritu del engaño. Quien ordenara el mundo de esta manera sería como un hombre que vadea el mar o cava un lecho para el río Amarillo y carga una montaña a un mosquito. El orden de los llamados: ¿es un orden de cosas externas? Es correcto, y entonces es posible que cada uno comprenda realmente su trabajo. El pájaro vuela alto en el aire para evitar la flecha del arquero. La musaraña se entierra profundamente en la tierra para evitar el peligro de ser ahumada o desenterrada. ¿Deberían los humanos tener menos medios que la criatura irracional (para escapar de la coacción externa)?".

En última instancia, por lo tanto, el afán de organizar el mundo políticamente también es en vano, porque por un lado esto es tan superfluo como tratar de cavar un lecho para el río Amarillo, y por otro lado la gente sabe cómo escapar de todos modos de las reglas y leyes, al igual que el pájaro vuela por los aires para escapar de la flecha.